# Pulau Uran
Pulau Uran är en ö i Indonesien.   Den ligger i provinsen Moluckerna, i den östra delen av landet, 2 800 km öster om huvudstaden Jakarta. Arean är 0,15 kvadratkilometer.
Terrängen på Pulau Uran är platt. Öns högsta punkt är 17 meter över havet. Den sträcker sig 0,6 kilometer i nord-sydlig riktning, och 0,4 kilometer i öst-västlig riktning.